# A Janela (Maryalva Mix)
A Janela (Maryalva Mix) és una pel·lícula experimental de comèdia grotesca del director portuguès Edgar Pêra de 2001

## Argument
Al Largo de Santo Antoninho, al districte de Bica de Lisboa, al voltant de l'ascensor del telefèric Elevador da Bica, una veu femenina crida "António!". Les ferides de punyalada són seguits per la fugida de la víctima per les vies del funicular fins que arriba, sense alè, a les ruïnes dels seus suposats propis records.
Sis dones molt diferents, interpretades per la mateixa actriu, apareixen després a l'aparador i expliquen diferents versions de la història d'António, un conegut originari del barri, i les seves diferents facetes com a bohemi, Fadista o fins i tot venedor ambulant amb una variada oferta de productes.
Davant d'aquests informes contradictoris, António es pregunta ara si hi ha diverses persones o només una, i si ell mateix podria ser aquesta persona.
L'última dona que apareix és una veterana cantant de fado del barri que es presenta com la confident d'António i que ara posa en context els rumors i històries sobre ell, inclosa la que António havia promès matrimoni a sis amants. També creu que va ser víctima d'una intriga amb intenció assassina.
Confós i sense saber què creure, finalment es troba amb l'António de l'última versió, que amb les seves descripcions posa els diferents amants d'una altra manera i també requalifica les intencions matrimonials i l'atac de ganivet.
Finalment, confós, es queda amb preguntes sense resposta. Ara és el mateix António? O qui és el veritable António, quants Antónios hi ha, quants amants? I es van casar amb ell? I assassinat? Potser ja està al purgatori? I qui és l'ull estrany que fa el paper principal a la pel·lícula, és António? I si és així, quin? Jo potser? 

## Repartiment
- Lúcia Sigalho: Marya Fantasma, Júlia Bulldozzer, Sara York, Marya Española, Mirita, Jaqueline Ginja, Marya de Fahtima
- Manuel João Vieira: António Santynho
- Nuno Melo: António Xoramyngas
- Miguel Borges: António Anymal
- João Didelet: António Levezyto
- José Wallenstein: António Tanguysta
- Nuno Bizarro: Antónyo Sekretista

## Produvvió i recepció

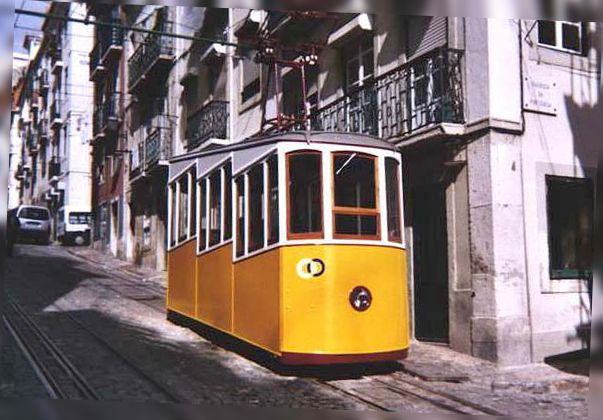
L'Elevador da Bica, a l'entorn del qual està ambientada la pel·lícula.

El rodatge real va tenir lloc a la tardor de 1997. La pel·lícula va ser produïda pel mateix director i per la companyia cinematogràfica Madragoa Filmes, en coproducció amb l'emissora pública RTP i amb el suport econòmic de l'agència portuguesa de finançament del cinema ICAM.
La pel·lícula, que confon l'espectador amb dispositius estilístics com ara imatges alienades, talls inusuals o música contrastada, també recorda els videoclips en el seu estil i també fa referència al clàssic surrealista de Buñuel Un chien andalou de 1929.
L'actriu Lúcia Sigalho interpreta les sis amants, mentre que sis actors masculins diferents interpreten António en les seves variacions.
La pel·lícula també inclou fados escrits per a la pel·lícula per Pedro Ayres Magalhães i cantats per João Vaz.
La pel·lícula es va estrenar el 5 d'agost de 2001 al 54è Festival Internacional de Cinema de Locarno i es va estrenar als cinemes portuguesos el 12 d'octubre de 2001. Només s'hi va projectar a tres cinemes (Lisboa, Porto i Vila Nova de Gaia), però encara va atreure 9.900 espectadors. També es va estrenar a França el 8 de maig de 2002.
Va ser nominada en diverses categories per als Globos de Ouro portuguesos de 2002 i va ser nomenada entre les millors pel·lícules portugueses de la dècada als premis de cinema CinEuphoria.
A Janela (Maryalva Mix) va ser llançada per primera vegada per Atalanta Filmes com a vídeocasset VHS i després el 2004 per Lusomundo com a DVD, aquí amb una sèrie de curtmetratges i clips com a material addicional.